# József Bozsik
József Bozsik va ser un destacat futbolista hongarès dels anys 40 i 50.
József Bozsik va néixer el 28 de novembre de 1925 a Kispest, avui un districte de Budapest. Va començar a practicar futbol a clubs de la seva localitat amb el seu amic i veí Ferenc Puskás. Amb 11 anys signà pel club Kispest AC (KAC) debutant al primer equip el 1943. El 1956-57 fou dels pocs jugadors de l'Honvéd que tornà a Hongria després de la revolució hongaresa que molts dels seus companys aprofitaren per marxar a l'Europa Occidental. El 1959 guanyà la Copa Mitropa amb l'Honvéd (successor del KAC). En total jugà 447 partits a primera amb el seu club i marcà 33 gols.
Amb la selecció de futbol d'Hongria debutà amb 22 anys el 17 d'agost de 1947. En total disputà 101 partits i marcà 11 gols fins a la seva retirada amb la selecció el 18 d'abril de 1962. Fins al 2016 fou el jugador amb més partits disputats amb la selecció nacional, quan Gábor Király millorà el rècord. Guanyà la medalla d'or als jocs olímpics de 1952 a Hèlsinki, fou finalista a la Copa del Món de 1954 i participà també a la fase final de 1958. Participà en les dues històriques victòries davant la selecció anglesa 3-6 a Wembley i 7-1 a Budapest. Fou un defensa molt ofensiu del meravellós equip hongarès dels anys 50. Fou considerat un dels millors jugadors del món del moment a la seva posició. Un cop retirat es mantingué lliga al seu club i fou l'entrenador durant 47 partits entre gener de 1966 i setembre de 1967. També dirigí la selecció hongaresa.
József Bozsik va morir a Budapest el 31 de maig de 1978 a l'edat de 52 anys per un atac de cor.

## Trajectòria esportiva
Com a jugador
- Kispesti AC: 1938-1944
- Pilisi Levente SE: 1944-1944
- KAC / Honvéd: 1945-1962

Com a entrenador
- Kispesti AC: 1966-1967
- Selecció de futbol d'Hongria: 1974
- MLSZ: 1976-1978

## Palmarès
- Medalla d'or als Jocs Olímpics de 1952
- 1 Campionat d'Europa Central: 1953
- Finalista de la Copa del Món de Futbol: 1954
- Lliga hongaresa de futbol (5): 1950, 1951, 1952, 1954, 1955
- Lliga hongaresa de futbol (1): 1955
- Copa Mitropa (1): 1959